# Adamkovics Mihály
Adamkovics Mihály, Adamkovits formában is (Nagydovorán, 1778. március 3. – Pozsony, 1845. május 18.) katolikus egyházi író, pozsonyi prépost, kanonok, rektor.

## Élete
Alsóbb iskoláit Nyitrán és Pozsonyban végezte. Ezután felvették a pozsonyi papnevelő intézetbe; itt végezte hittanulmányait. Fölszentelése után Verbóra küldték káplánnak; fél év múlva, 1801-ben a nagyszombati szeminárium tanulmányi felügyelője lett, majd 1802 áprilisában a szemináriummal együtt átköltözött Nagyszombatba költözött, itt aligazgató (vicerektor) lett. 1805-től 20 éven át volt a hitágazattan (dogmatika) tanára. 1825. április 7-én esztergomi kanonokká nevezték ki, majd 1829. december 1-jén komáromi főesperes, 1830-ban budai apát és királyi tanácsos lett. 1831 februárjában a pozsonyi tankerület főigazgatójává nevezték ki, ezen hivatalába április 13-án ünnepélyesen beiktatták. 1839. augusztus 22-én pozsonyi prépost lett, amely tisztséget haláláig betöltötte.

## Fennmaradt írásai
1. Sermo ad eminen, neo-creatum presbyterium cardinalem Rudnay… Nagyszombat, 1829.
2. Sermo dum provinciae Posoniensis lit. gubernacula capesseret. Pozsony, 1831. (Főigazgatói megnyitó beszéde.)
3. A Nemzeti Múzeum könyvtárának apróbb nyomtatványai között megvannak a következő 1845-ben az ő neve alatt Pozsonyban nyomtatásban megjelent vizsgatételei: Positiones ex algebra.
4. Tentamen publicum e metaphysica.
5. Tentamen publicum e physica.
6. Tentamen publicum e psychologia.